# Johann Augustus Eberhard
Johann August Eberhard (Halberstadt, 31 agosto 1739 – Berlino, 6 gennaio 1809) è stato un teologo e filosofo tedesco. 
Formatosi alla scuola di Christian Wolff e Johann Salomo Semler, nel 1778 successe a Georg Friedrich Meier alla Cattedra di Filosofia dell'Università di Halle. Qui coordinò una caparbia resistenza alla diffusione del criticismo attraverso il "Philosophisches Magazin" (1788-1792), periodico da lui fondato e diretto. Intellettuale versatile e prolifico, Eberhard non fu «solo un influente teologo, moralista, filosofo popolare e avversario di Kant, né solo un estetologo e un lessicologo. Aspetto trascurato dai più, fu anche filosofo del diritto e politologo».
A lui si deve l'introduzione del termine Vorsokratiker (Presocratici), reso popolare da Hermann Diels

## Opere
- Neue Apologie des Sokrates oder Untersuchung der Lehre von der Seeligkeit der Heiden (Berlino, vol. I: 1772, 1776², 1788³; vol. II: 1778.).
- Allgemeine Theorie des Denkens und Empfindens (Berlino, 1776, 1786²).
- Vorbereitung zur natürlichen Theologie, zum Gebrauch akademischer Vorlesungen (Halle, 1781), trad. it. Propedeutica alla teologia naturale, per l'uso nelle lezioni accademiche, a cura di Hagar Spano, Mimesis, Milano 2018.
- Sittenlehre der Vernunft (Berlino, 1781, 1786²).
- Amyntor. Eine Geschichte in Briefen (Berlino, 1782).
- Theorie der schönen Künste und Wissenschaften (Halle, 1783, 1786², 1790³);
- Vermischte Schriften (Halle, 1784).
- Allgemeine Geschichte der Philosophie (Halle, 1787, 1788², 1796³)
- Neue Vermischte Schriften (Halle, 1788).
- Philosophisches Magazin (Halle, 4 voll. 1788-1792) e Philosophisches Archiv (Berlino, 2 voll. 1792-1795).
- Ueber die Staatsverfassungen und ihre Verbesserung (Berlino, 1793-94).
- Kurzer Abriß der Metaphysik mit Rücksicht auf den gegenwärtigen Zustand der Philosophie (Halle, 1794).
- Auszug aus der allgemeinen Geschichte der Philosophie (Halle, 1794).
- Ist die augsburgische Confession eine Glaubensvorschrift der lutherischen Kirche? in Briefen eines alten lutherischen Predigers an seinen jungen Amtsbrudern (Halle, 1795).
- Versuch einer allgemeinen deutschen Synonymik (Halle e Lipsia, 1795–1821).
- Versuch einer genauern Bestimmung des Streitpunktes zwischen Herrn Prof. Fichte und seinen Gegnern (Halle, 1799).
- Ueber den Gott des Herrn Professor Fichte und den Goetzen seiner Gegner: Eine ruhige Prüfung seiner Appellation an das Publikum in einigen Briefen (Halle, 1799).
- Synonymisches Handwörterbuch der deutschen Sprache für alle, die sich in dieser Sprache richtig ausdrucken wollen (Halle, 1802).
- Handbuch der Aesthetik für gebildete Leser aus allen Ständen. (Halle, 1803–1805, 4 voll.; 1807–1815²).
- Der Geist des Urchristenthums. Ein Handbuch der Geschichte der philosophischen Cultur für gebildete Leser aus allen Ständen in Abendgesprächen (Halle, 1807–1808, 3 voll.).